# Garin Bardeï
Garin Bardeï (auch: Garin Bardé) ist ein Dorf im Arrondissement Zinder III der Stadt Zinder in Niger.

## Geographie
Das von einem traditionellen Ortsvorsteher (chef traditionnel) geleitete Dorf befindet sich nördlich des Stadtzentrums im ländlichen Gemeindegebiet von Zinder, der Hauptstadt der gleichnamigen Region Zinder. Zu den Nachbardörfern von Garin Bardeï zählen Janroua im Nordwesten, Garin Malam Gona und Dan Ladi im Nordosten, Guidan Kankia im Südosten sowie Banguia im Süden.
Südlich des Dorfs erhebt sich ein Quarzit-Hügel. Wie im gesamten Gemeindegebiet von Zinder herrscht das Klima der Sahelzone vor, mit einer durchschnittlichen jährlichen Niederschlagsmenge zwischen 300 und 400 mm.

## Bevölkerung
Bei der Volkszählung 2012 hatte Garin Bardeï 163 Einwohner, die in 24 Haushalten lebten.

## Wirtschaft und Infrastruktur
Es gibt eine Schule im Dorf. Nordöstlich der Siedlung mündet die aus Gouré kommende 187,5 Kilometer lange Nationalstraße 34 in die 980,9 Kilometer lange Nationalstraße 11 zwischen Algerien und Nigeria. Eine Richtfunkanlage auf dem Hügel südlich von Garin Bardeï steht auf einer Höhe von etwa 469 m, dem höchsten Punkt des Arrondissements Zinder III.